# Parathyma riamba
Parathyma riamba är en fjärilsart som beskrevs av Corbet 1942. Parathyma riamba ingår i släktet Parathyma och familjen praktfjärilar. Inga underarter finns listade i Catalogue of Life.